# Asahi Yada
Asahi Yada (født 2. april 1991) er en japansk fodboldspiller, som spiller for den japanske fodboldklub JEF United Chiba.